# Sidymella lucida
Sidymella lucida är en spindelart som först beskrevs av Eugen von Keyserling 1880.  Sidymella lucida ingår i släktet Sidymella och familjen krabbspindlar. Inga underarter finns listade i Catalogue of Life.